# Удлинённый пятискатный купол
Удлинённый пятиска́тный ку́пол — один из многогранников Джонсона (J20, по Залгаллеру — М6+П10).
Составлен из 22 граней: 5 правильных треугольников, 15 квадратов, 1 правильного пятиугольника и 1 правильного десятиугольника. Десятиугольная грань окружена десятью квадратными; пятиугольная грань окружена пятью квадратными; среди квадратных граней 5 окружены десятиугольной и тремя квадратными, 5 — десятиугольной, двумя квадратными и треугольной, остальные 5 — пятиугольной, квадратной и двумя треугольными; каждая треугольная грань окружена тремя квадратными.
Имеет 45 рёбер одинаковой длины. 10 рёбер располагаются между десятиугольной и квадратной гранями, 5 рёбер — между пятиугольной и квадратной, 15 рёбер — между двумя квадратными, остальные 15 — между квадратной и треугольной.
У удлинённого пятискатного купола 25 вершин. В 10 вершинах сходятся десятиугольная и две квадратных грани; в 5 вершинах — пятиугольная, две квадратных и треугольная; в остальных 10 — три квадратных и треугольная.
Удлинённый пятискатный купол можно получить из двух многогранников — пятискатного купола (J5) и правильной десятиугольной призмы, все рёбра у которой равны, — приложив их друг к другу десятиугольными гранями.

## Метрические характеристики
Если удлинённый пятискатный купол имеет ребро длины {\displaystyle a}, его площадь поверхности и объём выражаются как
{\displaystyle S={\frac {1}{4}}\left(60+5{\sqrt {3}}+\left(10+{\sqrt {5}}\right){\sqrt {5+2{\sqrt {5}}}}\right)a^{2}\approx 26{,}5797498a^{2},}
{\displaystyle V={\frac {1}{6}}\left(5+4{\sqrt {5}}+15{\sqrt {5+2{\sqrt {5}}}}\right)a^{3}\approx 10{,}0182542a^{3}.}